# Michele Cipolla
Michele Cipolla (italienskt uttal: [miˈkɛːle t͡ʃiˈpol.la]), född 28 oktober 1880 i Palermo i Italien, död 7 september 1947 i Palermo i Italien, var en italiensk matematiker som verkade inom talteori. Han var en professor i algebraisk analys vid universitetet i Catana och senare vid universitetet i Palermo. Han utvecklade Cipollas algoritm och löste problemet med binomial kongruens.